# Wertheim (Wertheim)
Wertheim ist die Kernstadt, Teilort und Verwaltungssitz der gleichnamigen Stadt Wertheim im baden-württembergischen Main-Tauber-Kreis im Regierungsbezirk Stuttgart.

## Geographie

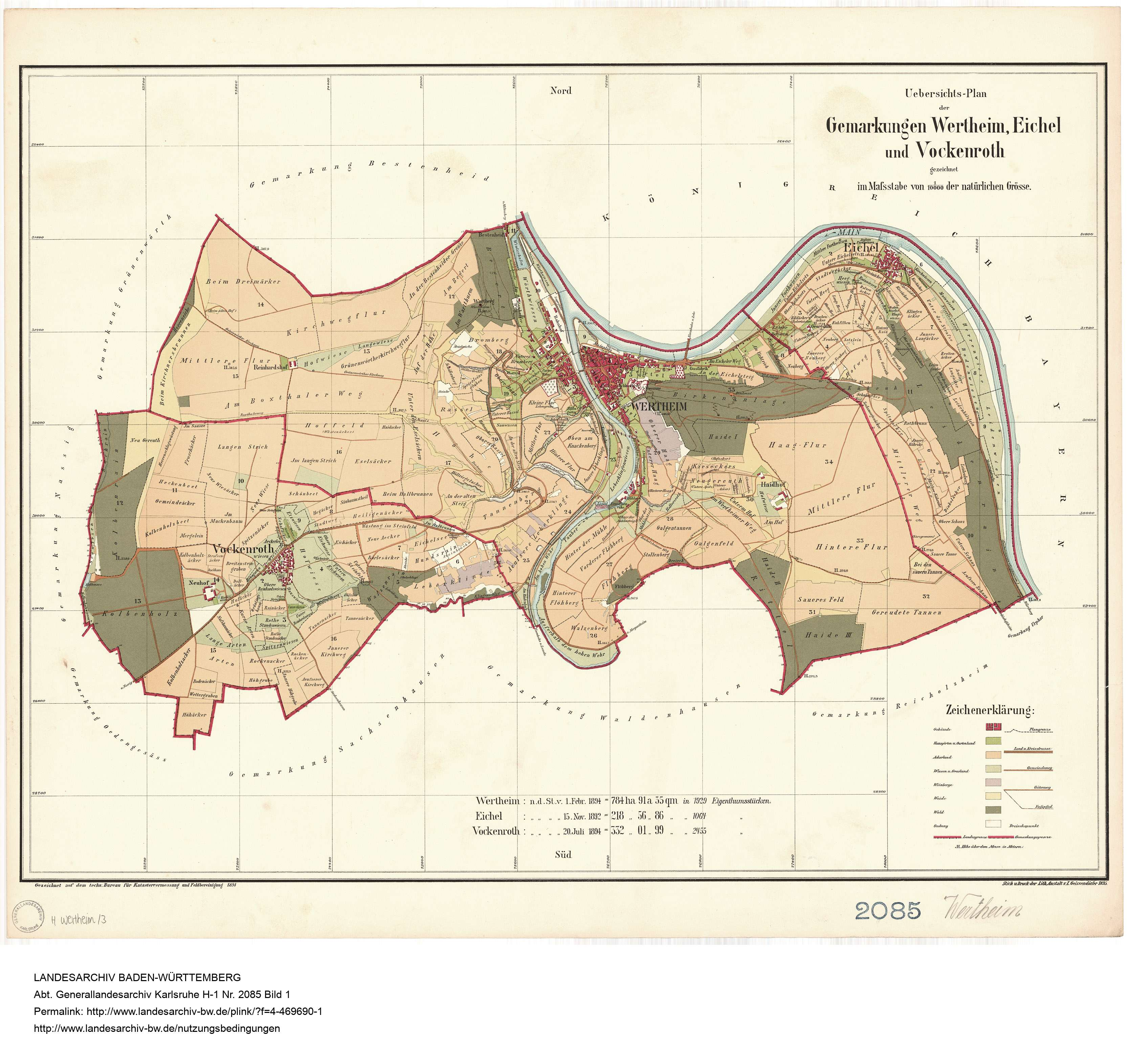
Die Gemarkung der Kernstadt Wertheim um 1894, daneben die Gemarkungen von Eichel und Vockenrot

### Geographische Lage
Wertheim liegt 139 m ü. NHN am linken Mainufer am südöstlichen Rande des Spessarts. Zur Gemarkungsfläche der Kernstadt Wertheim mit 1920 Hektar gehören die Altstadt Wertheim (⊙), die in der Kernstadt aufgegangenen Stadtteile Brückenviertel (⊙), Mühlenviertel (⊙) und Tauberviertel (⊙) sowie die Stadtteile Bestenheid (⊙), Eichel/Hofgarten (⊙) mit Eichel (⊙) und Hofgarten (⊙), Reinhardshof (⊙) mit dem Wohnplatz Bestenheider Höhe (⊙), Vockenrot (⊙) und Wartberg (⊙) und die Wohnplätze Haidhof (⊙) und Neuhof (⊙).
Durch die Kernstadt Wertheim führen die Landesstraßen 506, 508 und 2310.

### Nachbargemarkungen
Nachbargemarkungen im Uhrzeigersinn im Norden beginnend sind Kreuzwertheim, Urphar, Reicholzheim, Waldenhausen, Sachsenhausen, Nassig, Grünenwört und Hasloch.

### Gewässer
Von links fließen der Dellengraben im Süden der Gemarkung und die Staffelwehrklinge im Süden des Ortes in die Tauber, die im Norden des Ortes in den Main mündet.

## Geschichte
1806 kam Wertheim unter badische Souveränität, damals wurde der rechtsmainische Teil der Gemarkung abgetrennt. Die Kernstadt Wertheim blieb bis 1938 Sitz der unteren Verwaltungsbehörde und wurde dann dem Bezirksamt und späteren Landkreis Tauberbischofsheim zugeteilt. 1913 wurde Bestenheid, 1935 Eichel und 1939 Vockenrot mit der Gemarkung vereinigt.
Wertheim gehörte zum Landkreis Tauberbischofsheim bis zu dessen Auflösung. Seit dem 1. Januar 1973 ist Wertheim Teil des Main-Tauber-Kreises. Am 31. Dezember 2022 hatte Wertheim 3207 Einwohner, von denen 1095 rechts der Tauber und 2112 links der Tauber wohnten.

## Religion
Wertheim ist protestantisch geprägt. Die Stiftspfarrei gehört zum Evangelischen Kirchenbezirk Wertheim. Die katholische Pfarrei St. Venantius gehört zum Dekanat Tauberbischofsheim im Erzbistum Freiburg. Daneben gibt es noch Vereine der Zeugen Jehovas und der Muslime.

## Politik
Der Altstadtbeirat besteht aus sieben Einwohnern.